# Gerlény
Gerlény (románul: Gârleni) község Romániában, Bákó megyében, Bákótól északnyugatra. A községet a következő hat falu alkotja: Gerlény, Rácsila (Gârlenii de Sus), Lészped (Lespezi), Paladești, Satu Nou, Șurina. Ezek közül kiemelkedik Lészped moldvai csángó lakosságával; iskolájában az 1940-es években bevezetett magyarnyelv-oktatás legtovább, 1960-ig maradt fenn (a többi moldvai csángó faluban az ötvenes évek elején megszüntették), és a romániai rendszerváltás után az elsők között indult újra. Lészped volt az egyetlen moldvai falu a kommunista Romániában, ahol magyarul prédikáló pap volt, őt ezért komoly börtönbüntetésre is ítélték.
2011-ben a község területén 65 fő vallotta magát magyarnak.